# Precetti politici
I Precetti politici (o Praecepta gerendae rei publicae) sono un'opera di Plutarco, nella quale egli indica quali azioni si devono compiere per essere buoni politici. 

## Struttura
Rivolgendosi all'amico Menemaco, noto a  noi solo da quest'opera , Plutarco, in 32 capitoli, espone, con la solita dovizia di citazioni ed esempi storici greci e romani, le azioni che, a suo dire, deve esercitare un buon politico. Il riferimento ai problemi che si sono avuti "recentemente sotto Domiziano" può indicare che il saggio sia stato scritto non molto tempo dopo il 96 d.C., data della morte di Domiziano.
Plutarco ricoprì, in diversi periodi, uffici pubblici, e inoltre era molto considerato dai suoi concittadini e da molti altri come guida, filosofo e amico; non è, quindi, strano che un giovane che stava pensando di entrare in una carriera politica si appellasse a lui per consiglio.
In realtà, nell'opera non c'è nulla di profondamente filosofico e molto puramente teorico, anche perché la Grecia era, ormai, pienamente dentro l'Impero romano. Alcuni dei consigli di Plutarco, in effetti, si applicano solo ai suoi tempi e alle sue condizioni, ma il politico o statista di qualsiasi età può riconoscere molti dei suoi precetti come dettati dal buonsenso.